# 스타니스와프 보이치에호프스키

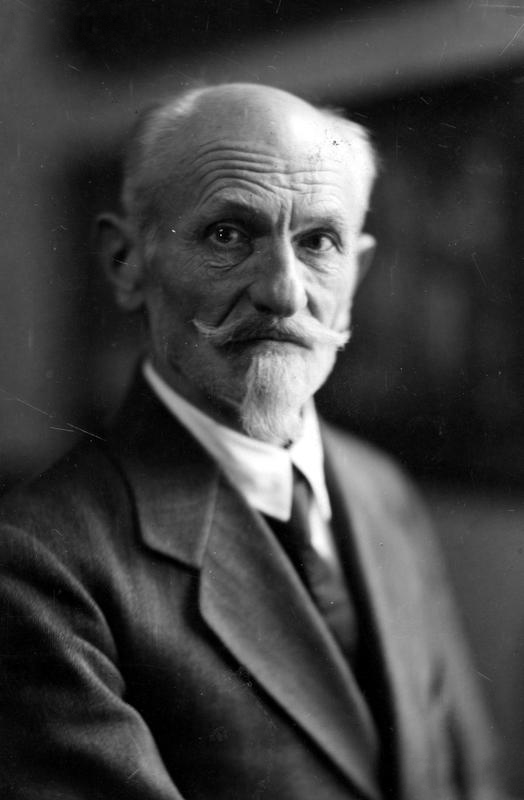
스타니스와프 보이치에호프스키

스타니스와프 보이치에호프스키(폴란드어: Stanisław Wojciechowski, 1869년 3월 15일 ~ 1953년 4월 9일)는 폴란드의 정치인, 학자, 협동조합운동가였다. 1922년 가브리엘 나루토비치의 암살 이후 폴란드 제2공화국의 대통령으로 선출되었으나, 1926년 5월 쿠데타로 축출되었다.
바르샤바 대학교에서 공부하면서 폴란드 사회주의 운동에 가담했으며, 이 운동은 당시 폴란드 독립에 가장 큰 기여를 하였다. 1891년 러시아 제국 경찰에 구속되었으며, 1892년 또 다시 구속되었다. 출소 후 취리히, 파리를 거쳐 런던에 정착했으며, 영국에서 폴란드 사회주의 잡지 "새벽(Przedświt)"의 발행을 도왔다. 사회주의 운동가로 활동하면서 당시 러시아의 지배를 받고 있던 폴란드에 밀입국했으며, 유제프 피우수트스키와 인연을 맺었다. 그는 협동조합운동에 대해서도 공부했으며, 1906년 합법적으로 귀국한 뒤에는 폴란드 협동조합의 발전에 이바지했다.
제1차 세계 대전 때 독일 제국을 폴란드의 주적으로 규정한 그는 1915년 러시아 제국 군대가 철수하자 모스크바로 이주했으며, 1917년 그곳에서 폴란드 정당연합 위원장으로 선출되었다. 10월 혁명 이후 귀국했으며, 1919년 1월부터 1920년 7월까지 폴란드 제2공화국의 두 내각에서 내무장관직을 맡았다. 1922년 12월 가브리엘 나루토비치 대통령이 암살되자, 보이치에호프스키는 후임 대통령으로 선출되었다.
하지만 대통령 취임 후 이전의 동지였던 피우수트스키 군 참모총장과 틀어지게 되었는데, 이는 보이치에호프스키가 내각제를 지지한 반면, 피우수트스키는 권위주의 체제를 지지하면서 촉발된 것이었다. 경제가 악화되고 있던 1926년 5월 피우수트스키는 쿠데타를 일으켰으며, 이 여파로 보이치에호프스키는 대통령직에서 쫓겨났다.

## 같이 보기
- 폴란드 사회당